# Mordellistena rubrifrons
Mordellistena rubrifrons es una especie de coleóptero de la familia Mordellidae.

## Distribución geográfica
Habita en Ruanda.